# 学校心理士
学校心理士（がっこうしんりし）とは、学校心理士認定運営機構が認定する民間資格、およびその有資格者のことである。

## 概要
日本教育心理学会が中心となって行ってきた「学校心理士」の資格認定は、2002年度から5学会 （日本教育心理学会、日本特殊教育学会、日本発達障害学会、日本発達心理学会、日本LD学会）が運営母体となる、学会連合資格学校心理士認定運営機構で行う。2007年度からは4学会日本学校心理学会、日本応用教育心理学会、日本生徒指導学会、日本学校カウンセリング学会）、 2010年度からは2学会(日本コミュニケーション障害学会、日本学校メンタルヘルス学会)が加わり、「学校心理士」の資格認定を行っている。学校心理学を学問的基盤とした心理援助を行う心理職資格である。学校心理士認定運営機構は2011年4月に一般社団法人となった。 
学校心理士認定運営機構所定の要件履行(専門的実務経験が5年以上、等)と申請承認などを経て資格審査を受験し、これに合格することで認定に係り、学校心理士と称することができる。5年ごとの更新が必要である。資格審査の受験資格には大学院課程修了を一部要件に含むなど、心理士資格の中でも専門性の高い資格として知られる。
大学院課程において所定の科目を履修したものの、受験資格に求められる実務経験が不十分な者に関しては学校心理士補の申請が可能であったが、2017年の申請を以て廃止となった。学校心理士補の資格有効期間は5年間で更新はないため、資格有効期間内に「補→士」への資格申請（1年以上の学校心理学に関する専門的実務経験が必要）が求められている。 
学校心理士資格申請時のスーパーバイズや、学校心理士会員へのスーパービジョン、および研修会講師等を担う、学校心理士の上位資格として「学校心理士スーパーバイザー（CSP-SV）」がある。
2017年1月1日現在、学校心理士スーパーバイザー、学校心理士、学校心理士補の人数は約4,000名。

## 歴史
1990年より日本教育心理学会では学校心理学実行委員会を組織し、大学院で学校心理学に関する科目を一定以上履修した者について、教育職員専修免許状の付記欄に、「学校心理学」と付記するよう、全国の都道府県の教育委員会に働きかけてきた（学校心理学付記運動）。
1991年に大阪教育大学大学院教育研究科で学校心理学のプログラムが開始され、2年後の1993年には、学校心理学の所定の単位を取得した者に、｢学校心理学｣が付記された専修免許状が大阪府で授与された。2007年1月現在は、25道府県の38大学院で専修免許状に「学校心理学」の付記が可能となっている。ただし、愛媛県教育委員会のように専修免許状に付記を一切行わない教育委員会に免許状を申請した場合はその限りでない。
「学校心理士」の認定は1997年度より始まった。

## 活動領域
学校心理士の活動領域は文字通り学校などの教育機関が中心である。具体的には、文部科学省におけるスクールカウンセラー等活用事業において、学校心理士有資格者は「スクールカウンセラーに準ずる者（準スクールカウンセラー）」として任用される場合がある。
なお、正規のスクールカウンセラーについての文部科学省の任用規程は「精神科医」「臨床心理士」「大学教員」が資格要件であるが、資格要件を満たす高度な心理職専門家人材が少ない地域などにおいて理由に合理性が認められる場合には「スクールカウンセラーに準ずる者（準スクールカウンセラー）」を任用することも可能とされ、「スクールカウンセラーに準ずる者（準スクールカウンセラー）」も、便宜上自身を広義のスクールカウンセラーと呼ぶ場合はある。

## 名称をめぐる混同
学校心理士という名称のため、「学校」の部分を「スクール」と英訳し、「心理士」の部分から「カウンセラー」を連想し、その2つを組み合わせ「学校心理士」＝「スクールカウンセラー」と誤解される場合がある。確かに、上述の様に学校心理士有資格者は、広義のスクールカウンセラーとして任用されることがあるが、文部科学省の任用規程においては「スクールカウンセラーに準ずる者（準スクールカウンセラー）」のひとつという位置付けである。